# Rahama Sadau
Rahama Ibrahim Sadau, née le 7 décembre 1993, est une actrice, réalisatrice et chanteuse nigériane. Elle a commencé à acquérir une notoriété dès fin 2013 après avoir intégré l'industrie cinématographique de Kannywood pour son premier film Gani ga Wane.
Rahama Sadau semble être la première et la seule actrice à avoir été vue à la fois dans de nombreux films nigérians en haoussa (Kannywood), en anglais (Nollywood) et en hindi (Bollywood). Elle est également l'une des rares actrices nigérianes à parler couramment l'hindi. En 2016, elle est au coeur d’un scandale retentissant pour avoir osé tenir la main puis serrer dans ses bras, un rappeur, dans un clip musical. Elle a également des ennuis lorsqu'elle accuse Adam A. Zango (en), un chanteur et producteur de films, de lui avoir demandé des relations sexuelles en échange d'un rôle dans un film. Elle est un temps banni des studios de la Kanywood, et ne peut y revenir qu’en s'excusant. En 2020, elle est accusée de blasphème pour avoir revêtu une robe au dos échancré sur son compte Instagram.

## Biographie
Rahama Sadau est née en 1993 dans l'État de Kaduna, au nord-ouest du Nigeria, ancienne capitale de l'ancienne région du Nord du Nigeria, sous le nom d'Alhaji Ibrahim Sadau. C'est une région musulmane. Elle grandit avec ses parents à Kaduna, aux côtés de ses trois sœurs et de son frère, et se produit dans des compétitions de danse pendant son enfance et sa scolarité.
Rahama Sadau étudie la gestion des ressources humaines à l'école de commerce et de finance de l'université de la Méditerranée orientale (Eastern Mediterranean University) à Famagouste, en Chypre du Nord.
Rahama Sadau rejoint l'industrie cinématographique de Kannywood en 2013,. Elle joue dans un premier temps quelques rôles mineurs, puis accroît sa notoriété grâce à sa performance dans Gani ga Wane, Jinin Jikina.
En 2016, elle est reconnue comme le visage de Kannywood de l'année. Le 3 octobre 2016, la Motion Picture Practitioners Association of Nigeria (MOPPAN), qui est l'association dominante de Kannywood, la suspend de Kannywood pour être apparue dans un clip vidéo romantique avec un chanteur né à Jos, Classiq Q,. Elle lui tient la main puis le serre dans ses bras. Quant au chanteur, Classiq Q, il n'est pas inquiété. Elle a également des ennuis lorsqu'elle accuse Adam A. Zango, un autre chanteur et producteur de films, de lui avoir demandé des relations sexuelles en échange d'un rôle dans un film. À la suite de quoi, elle joue dans une série de films sur EbonyLife TV, une maison de production (travaillant essentiellement pour la télévision) dirigée par une femme, Mo Abudu. Un an plus tard, en 2017, elle s'excuse auprès de la MOPPAN tout en appelant à une attitude plus tolérante concernant les clips,.
En janvier 2018, l'interdiction qui pèse sur elle est levée à la suite de l'intervention du gouverneur de l'État de Kano, Abdullahi Umar Ganduje. En 2019, MTV Shuga revient au Nigéria pour la série 6, Choices, et Sadau fait partie de la distribution.
En 2022, elle est à nouveau critiquée et accusée de blasphème pour être apparue sur son compte instagram avec une robe au dos échancré,. Elle continue pour autant les tournages comme par exemple en 2023 pour le film The Two Aishas, où elle partage les rôles principaux avec une autre actrice bien connue de Kannywood, Maryam Booth.
Tout au long de sa carrière, Sadau est apparue à la fois dans des films, des séries télévisées ou des vidéos musicales. Elle peut jouer, selon les propositions qui lui sont faites et les banissements qu'elle a subi, en haoussa (la langue des studios Kannywood), en anglais (langue privilégiée de Nollywood dans le sud du Nigeria) et en hindi (la langue de Bollywood).
En 2023, elle reprend son rôle de Binta Kutugi Bula dans War: Wrath and Revenge, une suite de la série Sons of the Caliphate (en).